# 쓰루가만-이세만 구조선
쓰루가만-이세만 구조선(일본어: 敦賀湾－伊勢湾構造線 쓰루가완-이세완코조센[*], Tsurugawan-Isewan Tectonic Line, TITL)은 일본 쓰루가만과 이세만을 잇는 구조선이다.

## 발생한 주요 지진
- 1586년 덴쇼 지진
- 1909년 아네가와 지진(M6.8)
- 1945년 미카와 지진(M6.8)

## 같이 보기
- 주오 구조선
- 히다 외연 구조선

## 참고 문헌
- 지진조사연구추진본부
  - 柳ヶ瀬・関ヶ原断層帯の長期評価について 平成16年1月14日
  - 「活断層の追加・補完調査」成果報告書 No.H22-3
- 金折裕司、川上紳一、矢入憲二、近畿地方に被害を与えた歴史地震（M≧6.4）の時空分布に認められる規則性 花折断層-金剛断層線と敦賀湾-伊勢湾構造線の活動 応用地質 Vol.33（1992 - 1993） No.4 P187 - 201